# Prințesa Maria Carolina de Savoia
Maria Carolina de Savoia (Maria Carolina Antonietta Adelaide; 17 ianuarie 1764 – 28 decembrie 1782) a fost prin naștere prințesă de Savoia. A fost fiica cea mică a regelui Victor Amadeus al III-lea al Sardiniei și s-a căsătorit în 1781 cu Anton, Prinț de Saxonia. A murit de variolă la vârsta de 18 ani.

## Arbore genealogic
1. ↑  Dictionary of Women Worldwide[*] Verificați valoarea |titlelink= (ajutor)